# بدر ۳
بدر-۳ (عربی: بدر ۳ (صاروخ))، عبری: בדר ۳) یک موشک زمین به زمین است. این موشک که در سال ۲۰۱۹ در ایران و تحت نظارت اداره فنی تولیدات نظامی نیروهای حشد الشعبی و نیروی قدس توسعه یافت، در درجه اول به عنوان بخشی از زرادخانه موشکی فلسطین تولید و صادر شد که کاربر اصلی آن جهت استفاده در گردان‌های القدس وابسته به جهاد اسلامی فلسطین (PIJ) بود.

## ویژگی‌ها
در مقایسه با سایر موشک‌های حماس، جهاد اسلامی فلسطین و گروه‌های فلسطینی در درگیری غزه و اسرائیل، موشک بدر-۳ با برد تأیید شده ۸ مایل (۱۳ مایل)، وزن بیشتری نسبت به اکثر موشک‌های دیگر دارد.
گفته می‌شود که این موشک، با کلاهکی به وزن ۲۵۰ کیلوگرم طراحی شده است. بعدها سخنگوی تیپ القدس ادعا کرد که انواعی از موشک با کلاهک جنگی ۴۰۰ کیلوگرمی نیز ساخته شده است. توسعه اولیه این موشک عمدتاً در ایران بود، اما به گونه‌ای طراحی شده بود که بتوان آن را به صورت محلی تولید کرد.

## کاربرد
مراحل اولیه توسعه آن حدود سال‌های ۲۰۱۶ تا ۲۰۱۸ انجام شد، زیرا گزارش‌های اطلاعاتی نشان می‌داد که ایران در حال توسعه و تولید موشک‌های بالستیک برای متحدان خود با تمرکز بر توزیع آنها به شبه‌نظامیان عراقی و متحدانش در سراسر خاورمیانه، از جمله شورشیان حوثی، حزب‌الله و جهاد اسلامی فلسطین است.
جهاد اسلامی فلسطین این موشک را در سال ۲۰۱۹ رونمایی کرد و اولین آزمایش آن از غزه به سمت شهر اشکلون انجام شد.
این موشک از سال ۲۰۱۹ تا ۲۰۲۳ به صورت پراکنده در حملات موشکی فلسطینیان به اسرائیل مورد استفاده قرار گرفت، که تا آن زمان در ۱۲ مه ۲۰۲۳، این موشک در جریان اولین عملیات فلاخن داوود رهگیری و منهدم شد.
این موشک در طول جنگ غزه به‌طور گسترده توسط بخشی از جهاد اسلامی فلسطین مورد استفاده قرار گرفت. در ۱۷ نوامبر ۲۰۲۳، در جریان تهاجم اسرائیل به نوار غزه، تیپ بیسلاماخ و واحدهای یاهالوم از نیروهای دفاعی اسرائیل مجموعه‌ای از موشک‌ها را در شمال غزه به غنیمت گرفتند. سپس آنها برای تجزیه و تحلیل بیشتر به اسرائیل فرستاده شدند.